# Roberto Corradini
Roberto Corradini (Verona, 23 settembre 1978) è un giocatore di baseball italiano.

## Carriera

### Club
Cresciuto nel San Martino Buon Albergo, prima di approdare in Serie A1 si era diviso fra Serie B (proprio con lo stesso San Martino) e due parentesi in A2, a Verona e Piacenza.
Nel 2004 Corradini arriva a Parma (inizialmente con un prestito triennale) venendo così lanciato nel massimo campionato da Chris Catanoso, all'epoca manager del Parma Baseball. Proprio Catanoso lo ha portato con sé nell'inverno 2005-2006 in una parentesi nella liga colombiana, con la maglia dei Cardenales de Montería insieme ad altri compagni di squadra parmigiani. Terminata quest'esperienza fa ritorno in Emilia, dove complessivamente ha giocato per otto stagioni, compresa quella 2010 del decimo della storia del club, lo scudetto della stella.
Nel 2012 si trasferisce al Rimini Baseball, dove ha ritrovato Chris Catanoso come manager. Rimane in riviera per cinque anni vincendo uno scudetto, poi nel 2017 diventa un lanciatore della Fortitudo Bologna per un anno prima di approdare al Padova Baseball.

### Nazionale
Corradini ha fatto il suo esordio in Nazionale partecipando alla Italian Baseball Week.
Due anni dopo, nel 2007, partecipa alla Coppa Intercontinentale.
Viene inoltre convocato per il World Baseball Classic 2009. Con la squadra azzurra ha vinto gli Europei 2010.

## Palmarès

### Club
- Campionati italiani: 2

Parma: 2010
Rimini: 2015
- Coppe Italia: 2

Rimini: 2013, 2014, 2016

### Nazionale
- Campionati europei: 1

Italia: 2010